# خانه زهتاب
خانه زهتاب مربوط به دوره قاجار است و در اصفهان، خیابان ابن سینا، محله شهشهان، کوچه بصیری واقع شده و این اثر در تاریخ ۱۳ خرداد ۱۳۸۶ با شمارهٔ ثبت ۱۹۲۲۴ به‌عنوان یکی از آثار ملی ایران به ثبت رسیده است.